# Shoba
Mahalakshmi Menon, plus connue par son nom de scène Shoba, (23 septembre 1962 - 1er mai 1980), est une actrice  du cinéma indien, surtout connue pour son travail dans les films malayalam et tamoul. Née de parents malayis (en) à Madras, elle commence sa carrière dans l'industrie cinématographique tamoule, faisant ses débuts en tant qu'enfant artiste dans Thattungal Thirakkappadum (en) (1966). Son premier film en tant qu'actrice principale est le film malayalam Uthrada Rathri (en) (1978). 
À l'âge de 17 ans, elle  remporte le National Film Award de la meilleure actrice, pour son rôle dans le film tamoul Pasi (en) (1979). Elle reçoit également trois Kerala State Film Awards : celui de la meilleure actrice (1978), celui du meilleur second rôle féminin (1977) et celui du meilleur enfant artiste (1971). De plus elle reçoit et deux Filmfare Awards South en tant que meilleure actrice dans des films kannada (1978) et tamoul (1979). Considérée comme l'un des meilleurs talents à avoir émergé dans le monde du cinéma indien, sa carrière prometteuse est interrompue de manière inattendue lorsqu'elle se suicide en 1980, âgée de 17 ans. Sa popularité donne lieu à un examen public considérable des événements qui ont conduit à sa mort, ainsi qu'à diverses théories du complot. Le film malayalam, de 1983, Lekhayude Maranam Oru Flashback (en) est censé être basé sur sa vie et sa mort.

## Biographie

### Jeunesse
Shoba est née le 23 septembre 1962 de K. P. Menon et Prema Menon (en), actrice de l'industrie cinématographique malayalam.

## Récompenses
- National Film Awards : 1979, meilleure actrice dans Pasi (en).
- Filmfare Awards South :
  - 1978 : Meilleure actrice en kannada dans Aparichita (en).
  - 1979 : Meilleure actrice en tamoul dans Pasi.